# 瓦赫寧恩
瓦赫宁恩（荷蘭語發音：[ˈʋaːɣənɪŋə(n)] ⓘ），又译瓦赫寧根、瓦罕寧恩，是荷蘭一座悠静的小镇，以所在该地的瓦赫宁恩大学而闻名。
第二次世界大战结束时，对德国的受降仪式在瓦赫宁根的世界饭店举行，因此每年瓦赫宁恩都会举行纪念二战胜利的庆祝活动，參加者包括二战老兵以至荷兰王室成员。
此外，荷兰海事研究所亦设于瓦赫宁恩。